# Meusac (Alta Viena)
Meusac (en francès Meuzac) és un municipi francès situat al departament de l'Alta Viena i a la regió de la Nova Aquitània.

## Demografia
| 1962                                       | 1968  | 1975  | 1982 | 1990 | 1999 | 2007 |
| ------------------------------------------ | ----- | ----- | ---- | ---- | ---- | ---- |
| 1.033                                      | 1.067 | 1.007 | 834  | 753  | 691  | 721  |
| Des de 1962: població sense dobles comptes |       |       |      |      |      |      |

## Administració
| Període   | Identitat               | Partit |
| --------- | ----------------------- | ------ |
| 1959-1977 | Léon Lebreau            |        |
| 1977-1995 | Marcel Fargeas          |        |
| 1995-2008 | Guy Montet              |        |
| 2008-     | Christian Redon-Sarrazy |        |